# Leucothyreus vincentiae
Leucothyreus vincentiae är en skalbaggsart som beskrevs av Gilbert John Arrow 1900. Leucothyreus vincentiae ingår i släktet Leucothyreus och familjen Rutelidae. Inga underarter finns listade i Catalogue of Life.